# Långtjärnen (Offerdals socken, Jämtland, 705388-142908)
Långtjärnen är en sjö i Krokoms kommun i Jämtland och ingår i Indalsälvens huvudavrinningsområde. Sjön har en area på 0,0681 kvadratkilometer och ligger 389 meter över havet.

## Delavrinningsområde
Långtjärnen ingår i det delavrinningsområde (705237-143220) som SMHI kallar för Mynnar i Långans vattendragsyta. Medelhöjden är 397 meter över havet och ytan är 44,52 kvadratkilometer. Räknas de 5 avrinningsområdena uppströms in blir den ackumulerade arean 162,87 kvadratkilometer. Gysån som avvattnar avrinningsområdet har biflödesordning 3, vilket innebär att vattnet flödar genom totalt 3 vattendrag innan det når havet efter 232 kilometer. Avrinningsområdet består mestadels av skog (73 procent) och sankmarker (17 procent). Avrinningsområdet har 0,09 kvadratkilometer vattenytor vilket ger det en sjöprocent på 0,2 procent.